# HowStuffWorks
HowStuffWorks (HvordanTingFungerer) er en websted skabt af Marshall Brain, som nu ejes af the Convex Group. Sitet er dedikeret til at forklare, hvordan mange ting fungerer. I starten havde hjemmesiden mest fokus på science fiction og maskiner, men sidenhen er indholdet blevet udvidet til en større række områder. Man kan blandt andet læse om, hvordan chokolade går fra at være et lille frø i kakaoplanten til et hit i fredagsslik-blandingen, lære fastfoodens historie fra dengang begrebet blev opfundet på restauranten White Castle i Kansas i 1921, fordybe sig i den horroragtige, men helt reelle sygdom alien hands-syndromet, eller man kan lære, hvordan man nemmest bruger sin iPod.
Blandt de mange artikler på sitet er også et overblik over science fiction-filmenes mest klassiske fejl, og der er en gennemgang af, hvordan alverdens mest seje rumskibe ville flyve i virkeligheden og ikke bare på film.
På hjemmesiden kan man også dykke ned i begreber som kærlighed, skilsmisse og kunst, så man hurtigt kan blive klogere på både de konkrete og mere følelsesmæssige sider af den slags.
HowStuffWorks har desuden en søgefunktion på engelske ord, der giver uddybende svar på, hvordan både landet Danmark, Legoklodser, en busk, præsident George W. Bush eller nærmest hvad som helst i denne verden virker.

## Populære features
- Links til indhold via ti HowStuffWorks kanaler:
  - Videnskab
  - Computer
  - Elektronik
  - Underholdning
  - Sundhed
  - Hjem
  - Penge
  - Menneske
  - Biler
  - Shopping
- En dagens artikel (“Today at HowStuffWorks”) samt yderligere artikler om andre aktuelle emner for dagen;
- Mulighed for at søge HSW med Google;
- Product anmeldelser fra Forbruger Guide (Consumer Guide®);
- Anmeldelser af hoteller, restauranter og kursteder fra den Mobile Rejse Guide (Mobill Travel Guide®);
- Dagens fakta og citat;
- Dagens læserspørgsmål;
- HowStuffWorks email nyhedsbrev abonnement;
- Et print og online magasin for 4. til 8. klasse elever og lærere;
- The HowStuffWorks Shopper, hvor besøgende kan undersøge produkter og finde de bedste priser fra online butikker.
- En læserkommentar feature